# Gnomeskelus tugelanus
Gnomeskelus tugelanus är en mångfotingart som beskrevs av Karl Wilhelm Verhoeff 1939. Gnomeskelus tugelanus ingår i släktet Gnomeskelus och familjen Dalodesmidae. Utöver nominatformen finns också underarten G. t. alticolus.